# 十万分の一の偶然
『十万分の一の偶然』（じゅうまんぶんのいちのぐうぜん）は、松本清張の長編小説。『週刊文春』に連載され（1980年3月20日号 - 1981年2月26日号、連載時の挿絵は濱野彰親）、1981年7月、文藝春秋から単行本として刊行された。アマチュア・カメラマンの撮影した一枚の報道写真をめぐって、現代社会の犯罪像を描く、クライム・ミステリー。
1981年・2012年にテレビドラマ化されている。

## あらすじ
夜間の東名高速道路下り線・沼津インターチェンジ近くのカーブで、自動車が次々に大破・炎上する、玉突き衝突事故が発生した。アルミバン・トラックが急ブレーキをかけ、横転したことに始まったと推測されるも、事故直後の警察の現場検証では、ブレーキをかける原因となるような障害の痕跡は、まったく発見されなかった。
一方、大事故の瞬間を捉えた山鹿恭介の写真「激突」は、カメラの迫真力を発揮した作品として、A新聞社主催の「ニュース写真年間最高賞」を受賞、決定的瞬間の場面に撮影者が立ち会っていたことは奇蹟的、十万に一つの偶然と評された。
しかし、事故で婚約者・山内明子を喪った沼井正平は、状況に不審を抱き、調査を開始する。「十万分の一の偶然」は作られたものなのか。いったい、どのような方法で?
探索の末、「事故」の正体を突き止めたと思い、正平は行動に出るが…。

## 主な登場人物

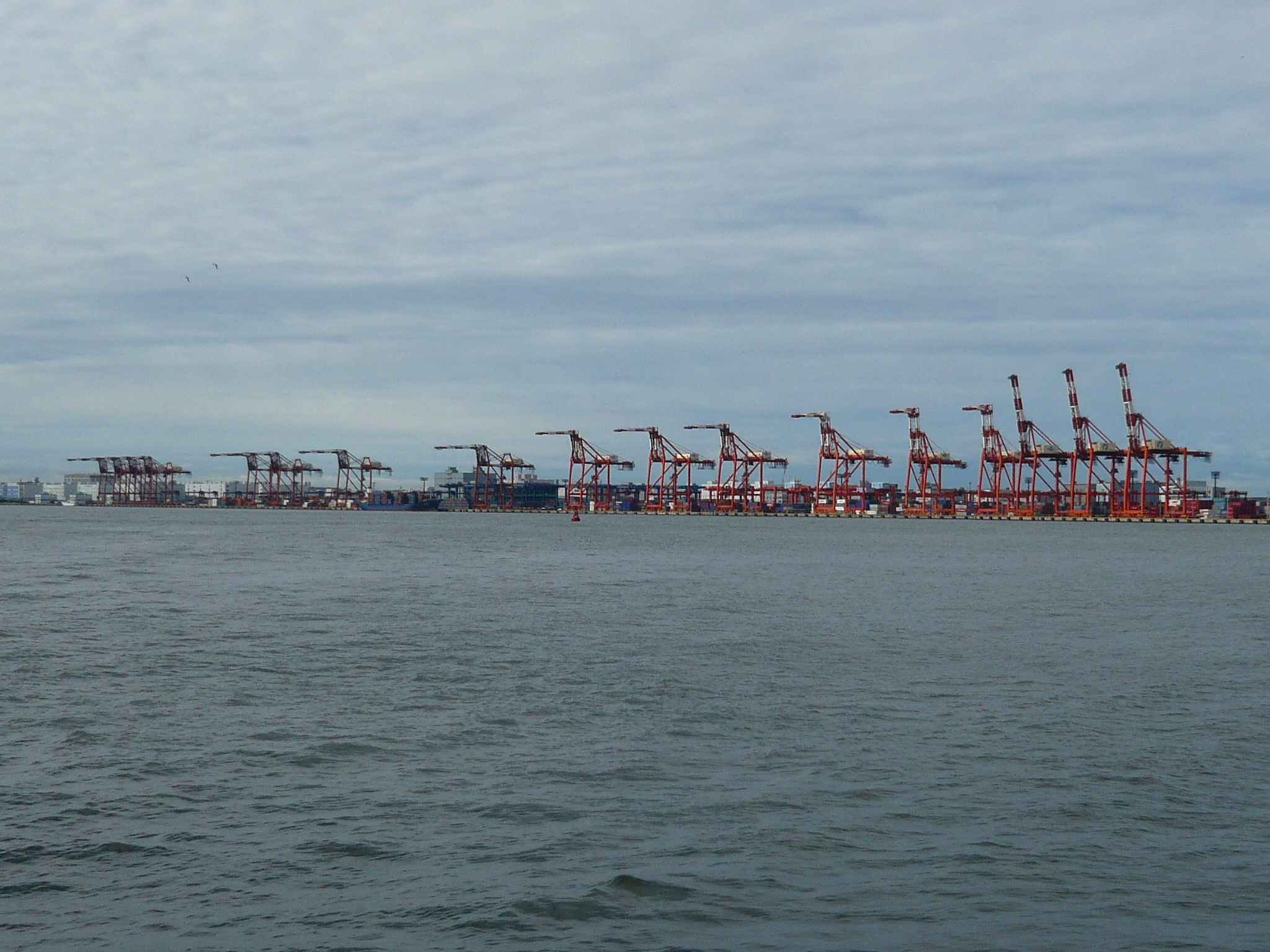
小説中、正平と恭介の対決の舞台となる、東京・品川区の大井埠頭周辺

- 原作における設定を記述。

沼井正平
東京・祐天寺に住む、元・P大学経済学部助手。婚約者・山内明子の死を契機に大学を辞職。
山鹿恭介
報道写真に強い関心を示すアマチュア・カメラマン。本職は、福寿生命保険藤沢支店の外務員。
山内みよ子
山内明子の姉。職業は通訳で、明子の死を知りスイスから帰国。
西田栄三
藤沢のアマチュア写真団体「湘南光影会」の中心メンバーの一人。
米津安吉
事故の際、山内明子の後ろを走っていたライトバンの同乗者。
古家庫之助
報道写真の権威として知られる大家。A新聞社の公募ニュース写真の審査委員長を務める。

## エピソード
- 藤井康栄によれば、本作のアイデアのきっかけになったのは、1955年5月の紫雲丸事故であり、連載の打ち合わせの時、著者は、同事故の際の報道写真問題を例に出しながら構想を話していたという[1]。
- 批評家の酒井信は、著者は紫雲丸事故に加えて、1979年7月に起こった多重衝突事故の日本坂トンネル火災事故も参考にして本作を記したと推測している[2]。
- 本作の担当編集者の鈴木文彦は、作中のトリックが実行可能な、すべての条件を満たす地点を、東名高速上で探すよう、著者から求められ、東京から同道路上をたどり、ようやく見つけたのが沼津インターチェンジ手前であった[1]。
- 著者は、イギリスの作家・ロイ・ヴィカーズの迷宮課シリーズを好み、特に「百万に一つの偶然」に感心したと発言している[3]。推理小説研究家の山前譲は、本作が生まれたのは同作のタイトルからと推定している[4]。
- 本作で描かれる犯罪に関して、劇作家の別役実は、本作刊行後に発生した、韓国のアマチュア・カメラマンが、若い女性をだまして山中に連れ込み、毒を飲ませ、苦悶して死亡するまでの様子をカメラにおさめた事件を取りあげ、「世界は単なる映像に過ぎないと感じ、「死」の映像が必要だったがために、人を殺した」点で、本作のアマチュア・カメラマンと極めてよく似ている、と指摘している[5]。

## テレビドラマ

### 1981年版
1981年12月29日、日本テレビ系列の「火曜サスペンス劇場」枠（21:02-22:54）にて放映。恋人の男性を失った女性・山内明子を主人公に設定している。
キャスト
- 山内明子：関根恵子
- 山鹿恭介：泉谷しげる
- 古家庫之助：岸田森
- 亜湖
- 米津安吉：梅津栄
- 沼井正平：伊藤敏八
- 根本和史
- 湯沢勉
- 和田周
- 松本由香里

スタッフ
- 脚本：田辺泰志、石田芳子
- 監督：黒木和雄
- 音楽：大谷和夫
- 音楽協力：日本テレビ音楽
- 制作：日本テレビ、トリッセン・エンタープライズ（三船プロダクションのダミークレジット[6]）

### 2012年版
「松本清張没後20年・ドラマスペシャル 十万分の一の偶然」。2012年12月15日（21:00 - 23:06）、テレビ朝日開局55周年記念番組第一弾「松本清張没後20年 2週連続ドラマスペシャル」の第一夜として放映（テレビ宮崎は同年12月17日の放映）。視聴率18.2％（ビデオリサーチ調べ、関東地区）。主演の田村正和はこの作品に魅力を感じ、約1年9か月ぶりに俳優として復帰を果たした。
今作においては原作とは異なるアレンジ要素として、原作の主人公の沼井正平を「山内正平」とに改め、彼と山内明子を父娘の関係に設定している。また、原作では明子の姉に当たる山内みよ子は登場しない代わりに、正平の妹の山内恵子が登場したり、明子の婚約者としての役回りの人物として塚本暁が登場するといったアレンジがある。
さらに今作は21世紀の現代日本を舞台としている関係で、原作が発表された1980年代にはまだ存在していない電子料金収受システム（ETC）が犯人が用いるトリックの中に含まれる形で登場する。
今作以降、田村はテレビドラマでの仕事を単発ドラマにほぼ絞り、その中でも特に松本清張作品への主演を中心に（田村最後の清張作品は16年放送）取り組んだ。
2019年8月18日には「テレビ朝日開局60周年 夏の傑作選」の一環として、『日曜プライム』枠で放送された。
キャスト
- 山内正平：田村正和 （フリーのルポライター）
- 山内明子：中谷美紀（少女時代：久保田紗友） （正平の娘）
- 山鹿恭一：高嶋政伸 （「ニュース写真年間最優秀賞」を受賞したアマチュアカメラマン）
- 布川麻奈美：内山理名 （沼津の大学病院の看護師）
- 塚本暁：小泉孝太郎 （明子の婚約者）
- 山内恵子：岸本加世子（友情出演） （正平の妹）
- 越坂奈月：若村麻由美 （正平と旧知のカメラマン）
- 小泉恵美子：松下由樹 （『週刊スパーク』編集者）
- 岩瀬厚一郎：内藤剛志 （沼津南署の刑事）
- 古家庫之助：伊東四朗 （写真評論家の大家）
- 仲田周平：金田明夫 （アマチュア写真クラブの主宰者）
- 小菅光晴：モロ師岡 （『東名タイムス』のカメラマン）
- 米津安吉：蟷螂襲 （事故の生存者で「赤い火の玉」の目撃者）
- 米津佳世：岡まゆみ （安吉の妻）
- 三宮啓子：松本若菜 （山鹿恭一の婚約者）
- 三宮頼子：鈴川法子 （啓子の母）
- 三宮和雄：東康平 （啓子の父）
- 飛行機搭乗者の妻・まり子：舟木幸
- 飛行機搭乗者の夫：渡辺いっけい
- 15年前の編集長：峰蘭太郎
- 宮川新吾：木村風太
- 県警の刑事：柴田善行
- 報道記者：いわすとおる
- モンゴル語の通訳：アムラ・ナムチン
- 東山龍平、安井牧子、中村彩実、石川栄二、田井克幸、山下美紀、下元佳好、渋谷めぐみ（女優）、吉田輝生、石井亜可理、空田浩志、村上弘樹、守殿愛生 ほか
- ナレーション：石坂浩二

スタッフ
- 脚本：吉本昌弘
- 監督：藤田明二
- 音楽：沢田完
- VFX：Motor/lieZ、キルアフィルム
- 技斗：菅原俊夫
- 撮影協力
  - JR PROPO、済生会滋賀県病院、国土交通省滋賀国道事務所、京都全日空ホテル、日本写真印刷
  - 京都リサーチパーク、ポートピアホテル、京都府中小企業技術センター[9]、蘇生会総合病院[10]、滋賀ロケーションオフィス、神戸フィルムオフィス ほか
- 協力：ゼンリン、オムロン ヘルスケア ほか
- 企画協力：ナック（菊地実）
- 音楽協力：テレビ朝日ミュージック
- チーフプロデューサー：五十嵐文郎（テレビ朝日）
- プロデューサー：内山聖子（テレビ朝日）、河瀬光（東映）、江平光男（オフィス江平）
- 制作：テレビ朝日、東映